# Sainte-Consorce
Sainte-Consorce és un municipi francès situat al departament del Roine i a la regió d'Alvèrnia-Roine-Alps. L'any 2007 tenia 1.829 habitants.

## Demografia

### Població
El 2007 la població de fet de Sainte-Consorce era de 1.829 persones. Hi havia 623 famílies de les quals 98 eren unipersonals (43 homes vivint sols i 55 dones vivint soles), 201 parelles sense fills, 304 parelles amb fills i 20 famílies monoparentals amb fills.
La població ha evolucionat segons el següent gràfic:
Habitants censats

### Habitatges
El 2007 hi havia 666 habitatges, 640 eren l'habitatge principal de la família, 8 eren segones residències i 18 estaven desocupats. 606 eren cases i 58 eren apartaments. Dels 640 habitatges principals, 529 estaven ocupats pels seus propietaris, 101 estaven llogats i ocupats pels llogaters i 10 estaven cedits a títol gratuït; 7 tenien una cambra, 24 en tenien dues, 62 en tenien tres, 153 en tenien quatre i 394 en tenien cinc o més. 577 habitatges disposaven pel capbaix d'una plaça de pàrquing. A 216 habitatges hi havia un automòbil i a 402 n'hi havia dos o més.

### Piràmide de població
La piràmide de població per edats i sexe el 2009 era:
| Homes | Edats   | Dones |
| ----- | ------- | ----- |
| 0     | 95 o +  | 4     |
| 0     | 90 a 94 | 4     |
| 12    | 85 a 89 | 12    |
| 4     | 80 a 84 | 0     |
| 20    | 75 a 79 | 20    |
| 16    | 70 a 74 | 20    |
| 60    | 65 a 69 | 32    |
| 52    | 60 a 64 | 68    |
| 28    | 55 a 59 | 44    |
| 52    | 50 a 54 | 48    |
| 56    | 45 a 49 | 60    |
| 80    | 40 a 44 | 100   |
| 52    | 35 a 39 | 48    |
| 48    | 30 a 34 | 36    |
| 56    | 25 a 29 | 56    |
| 44    | 20 a 24 | 32    |
| 76    | 15 a 19 | 44    |
| 56    | 10 a 14 | 80    |
| 80    | 5 a 9   | 52    |
| 48    | 0 a 4   | 28    |

## Economia
El 2007 la població en edat de treballar era de 1.207 persones, 874 eren actives i 333 eren inactives. De les 874 persones actives 838 estaven ocupades (451 homes i 387 dones) i 36 estaven aturades (14 homes i 22 dones). De les 333 persones inactives 104 estaven jubilades, 170 estaven estudiant i 59 estaven classificades com a «altres inactius».

### Ingressos
El 2009 a Sainte-Consorce hi havia 637 unitats fiscals que integraven 1.843 persones, la mediana anual d'ingressos fiscals per persona era de 25.167 €.

### Activitats econòmiques
Dels 86 establiments que hi havia el 2007, 2 eren d'empreses extractives, 1 d'una empresa alimentària, 1 d'una empresa de fabricació de material elèctric, 12 d'empreses de fabricació d'altres productes industrials, 12 d'empreses de construcció, 18 d'empreses de comerç i reparació d'automòbils, 1 d'una empresa de transport, 4 d'empreses d'hostatgeria i restauració, 3 d'empreses d'informació i comunicació, 2 d'empreses financeres, 3 d'empreses immobiliàries, 15 d'empreses de serveis, 5 d'entitats de l'administració pública i 7 d'empreses classificades com a «altres activitats de serveis».
Dels 22 establiments de servei als particulars que hi havia el 2009, 5 eren tallers de reparació d'automòbils i de material agrícola, 1 establiment de lloguer de cotxes, 3 guixaires pintors, 3 fusteries, 2 lampisteries, 1 electricista, 2 perruqueries, 2 restaurants, 2 agències immobiliàries i 1 tintoreria.
Dels 3 establiments comercials que hi havia el 2009, 1 era una fleca, 1 una carnisseria i 1 un drogueria.
L'any 2000 a Sainte-Consorce hi havia 9 explotacions agrícoles que ocupaven un total de 305 hectàrees.

## Equipaments sanitaris i escolars
El 2009 hi havia una escola elemental.

## Poblacions més properes
El següent diagrama mostra les poblacions més properes.